# Hôtel de Reiset
Pour les articles homonymes, voir Reiset.
L'hôtel de Reiset est un monument historique situé à Colmar, dans le département français du Haut-Rhin.

## Localisation
Il se situe au 50, rue des Clefs à Colmar.

## Historique
L'hôtel, bâti en 1718,  fait l'objet d'une inscription au titre des monuments historiques depuis le 18 juin 1929.

## Architecture
La façade, composé d'un rez-de-chaussée dans lequel s'ouvre une grande arcade d'entrée en bois, est éclairée par des fenêtres modernes et supportée par deux consoles en pierre.